# 안키 (기업)
안키는 현재 사라진 미국의 로봇, 인공지능 기업이다. 유일하게 자사의 제품들을 대한민국으로 수입하지 않았다. 다른 기업들에 비해 로봇 제품은 많지 않았다.

## 제품 목록

### 로봇차
- 드라이브 (단종)
- 오버드라이브
  - 오버드라이브 분노의 질주 에디션 (유니버설 픽처스와 라이센스 채결로 출시)

### 코딩/AI 로봇
- 코즈모
- 벡터

코즈모랑 벡터는 서로 형제 사이인 로봇이다. 코즈모는 오버드라이브 광고에 잠시 나온 적 있었다.

## 대한민국에서
안키의 제품들은 대한민국에서 정식발매되지 않았으나 대한민국에서 직구로 구입하여 사용하는 사람들이 많다.(아주 많지 않다.) 단점으로는 가격이 매우 비싸다.

## 부도
안키는 돈이 바닥나 더 이상 장기 제품 로드맵을 달성할 수 있는 하드웨어, 소프트웨어를 지원할 수 없어지고 하여서 부도가 났다. 부도 이후 코즈모와 벡터는 스마트폰 연동이 불가능해지게 되었고, 디지털 드림 랩스에 인수되었다.